# Camille Razat
Camille Razat és una actriu francesa que es feu conèixer interpretant el paper de Lea Morel a la sèrie Disparue del canal France 2 però la seva revelació internacional va ocórrer el 2020 gràcies al rol de Camille a la sèrie de Netflix protagonitzada per Lily Collins, Emily in Paris.

## Treballs
| Any  | Títol             | Rol                 | Notes                |
| ---- | ----------------- | ------------------- | -------------------- |
| 2015 | Disparue          | Léa Morel           | Paper principal role |
| 2015 | Capitaine Marleau | Salomé Delevigne    | 1 episodi            |
| 2017 | Rock'n Roll       | Noia a la discoteca | Pel·lícula           |
| 2018 | Girls with Balls  | Lise                | Pel·lícula           |
| 2020 | Emily in Paris    | Camille             | rol principal        |